# Sonepur (Bihar)
Pour les articles homonymes, voir Sonepur.
Sonepur est une ville indienne de l'État du Bihar.

## Géographie
Sonepur est située à 25 km de Patna, au confluent du Gange et de la Gandaki.

## Manifestations

### Foire de Sonepur
La foire de Sonepur ou Sonepur mela (hindî : सोनपुर मेला), est organisée tous les ans à partir du jour de « Kartik Purnima » (le jour de la pleine lune du mois de novembre).
Chaque année, la petite bourgade de Sonepur se transforme en une immense foire animalière doublée d'un lieu de culte en l'honneur de Vishnou. S'entremêlent alors des centaines de milliers de pèlerins et de paysans venus vendre ou acheter éléphants, chameaux, buffles, chevaux, singes, etc., parés pour l'occasion de leurs plus belles tenues. En marge du marché, on peut assister à des concours d'acrobaties, spectacles de magie et danses populaires.